# Banco Santander (Argentina)
Banco Santander, conocido anteriormente como Banco Río y posteriormente como Santander Río en Argentina, es un banco comercial y de servicios financieros filial del Banco Santander con base en España. Con sede en la Ciudad de Buenos Aires, es el segundo banco privado del país (por depósitos y ahorros). La entidad cuenta con 308 sucursales, tres millones y medio de clientes, más de 8.500 empleados y tiene presencia en veintidós provincias y en la Ciudad Autónoma de Buenos Aires.

## Historia
El Banco Río de la Plata (llamado así por el vecino estuario del mismo nombre) fue creado el 14 de mayo de 1968 a través de la adquisición del Banco del Este de Pecom, un holding privado propiedad de la familia Pérez Companc. Los Pérez Companc se habían establecido en el mundo de los negocios argentinos hacía relativamente poco tiempo gracias al éxito de la Compañía Naviera Pérez Companc, empresa de transporte creada en 1946. Gregorio Pérez Companc, el heredero adoptivo al timón del conglomerado familiar compró el Banco de la Fundación Pérez Companc, conducido por su hermana Alicia, en 1993.

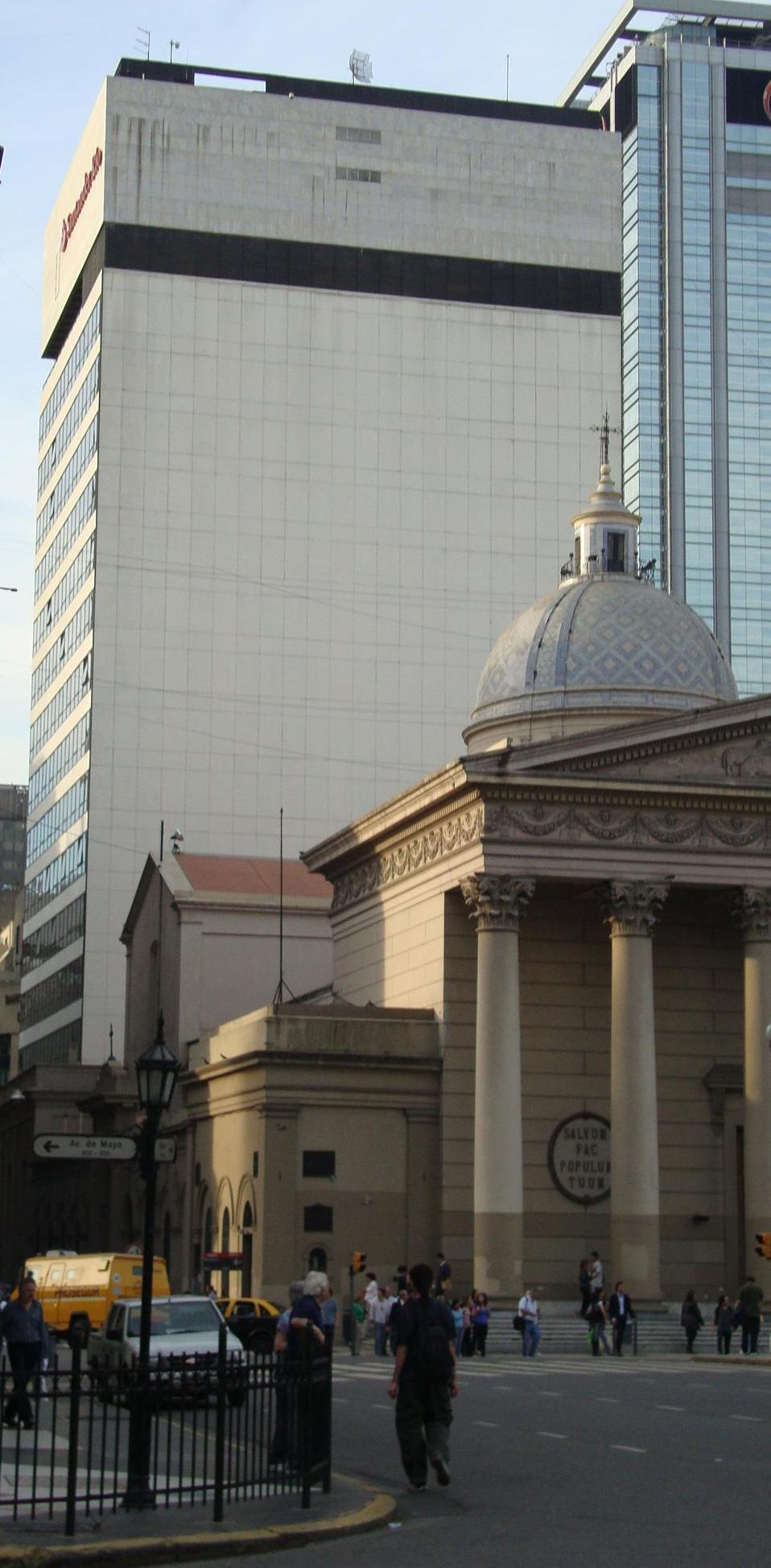
Sede en Buenos Aires.

Pérez Companc, para quienes el Banco Río de la Plata financió una serie de privatizaciones durante la presidencia de Carlos Menem como en Telecom Argentina, Ferroexpreso Pampeano, Transener, Transportadora de gas del Sur, entre muchos otros. Finalmente vendió una participación mayoritaria en el banco, 35%, con una opción de comprar para el otro 15 %, al Grupo Santander en mayo de 1997 en 1100 millones de dólares y empezó a llamarse Banco Río. Su adquisición más importante de la asociación con el Santander era el del Banco Tornquist, uno de los más tradicionales de la banca argentina, que más tarde vendió su participación a Santander. Pérez Companc vendió su participación restante de 5% en febrero de 2001 a Merrill Lynch.

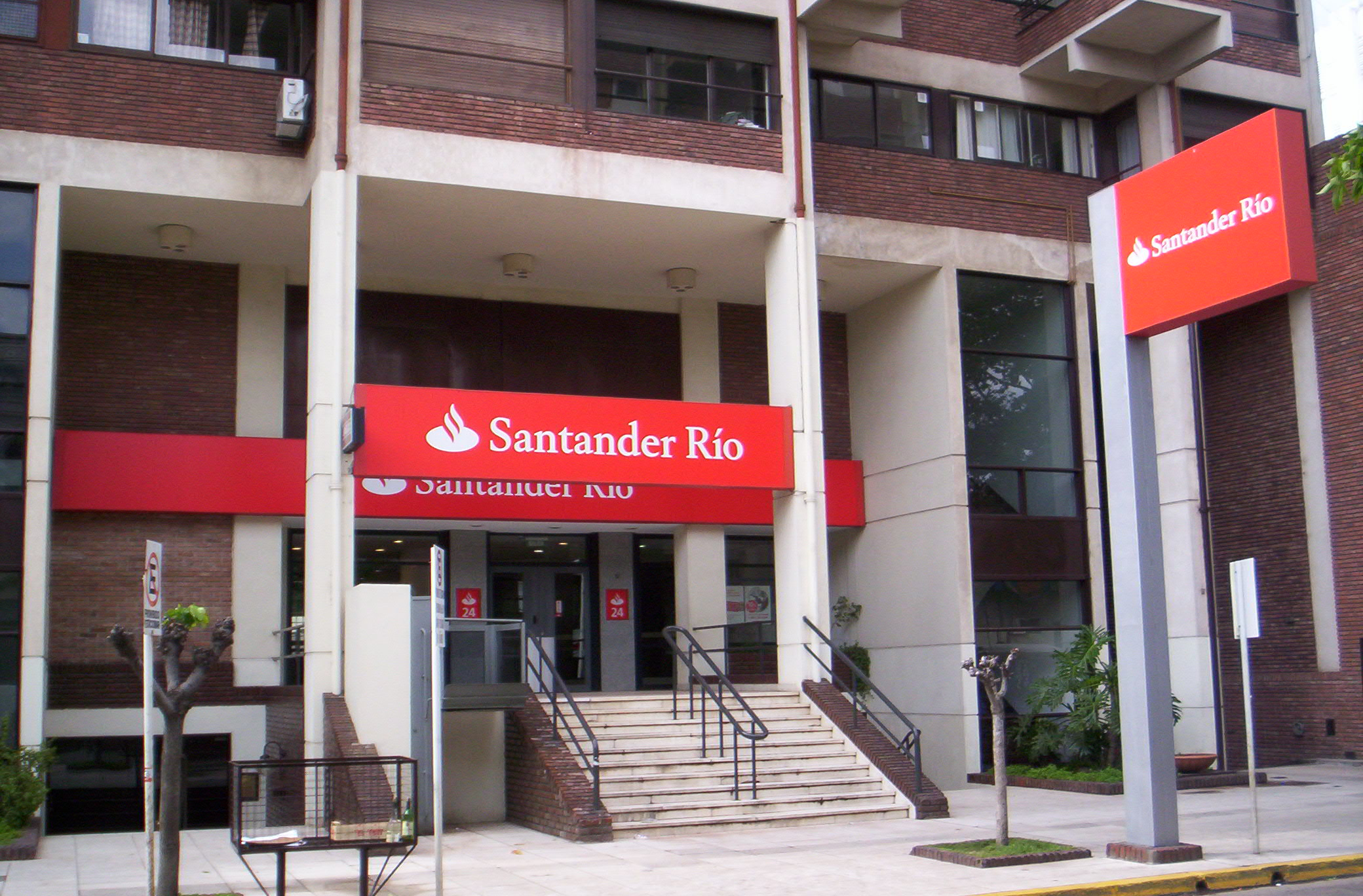
Sucursal del Banco Santander en Junín.

El Santander en Argentina es una subsidiaria de propiedad mayoritaria del Grupo Santander a través de su holding ABLASA, con un 79% de su capital, y el 99,3% de sus acciones en circulación. Sus servicios incluyen banca minorista, débito y tarjetas de crédito, préstamos comerciales y de consumo, hipotecas, depósitos a plazo fijo, transferencias de dinero, y otras operaciones bancarias de procesamiento de servicios a empresas y particulares, así como a pequeñas y medianas empresas. Santander Seguros y Santander Sociedad de Bolsa son brazos de la entidad. El banco también tiene una participación mayoritaria en Visa Argentina, la transferencia de servicios GIRE, los cajeros automáticos Banelco e Interbanking, una banca extraterritorial de la unidad, entre otros.[cita requerida]
El banco, el tercero más grande de Argentina, mantiene depósitos de alrededor de US$ 4800 millones (7% del total), y una cartera de préstamos de US$ 3800 millones, casi el 9 % del total. Opera 262 sucursales en todo el país y emplea a más de cinco mil personas. Su red de cajeros automáticos Banelco, con un total de más de 1500, es el más extenso del país. En 2009, el banco adquirió BNP Paribas Argentina, con lo que incorporó a su cartera más de treinta mil clientes y aproximadamente novecientas empresas, junto a diecisiete sucursales.

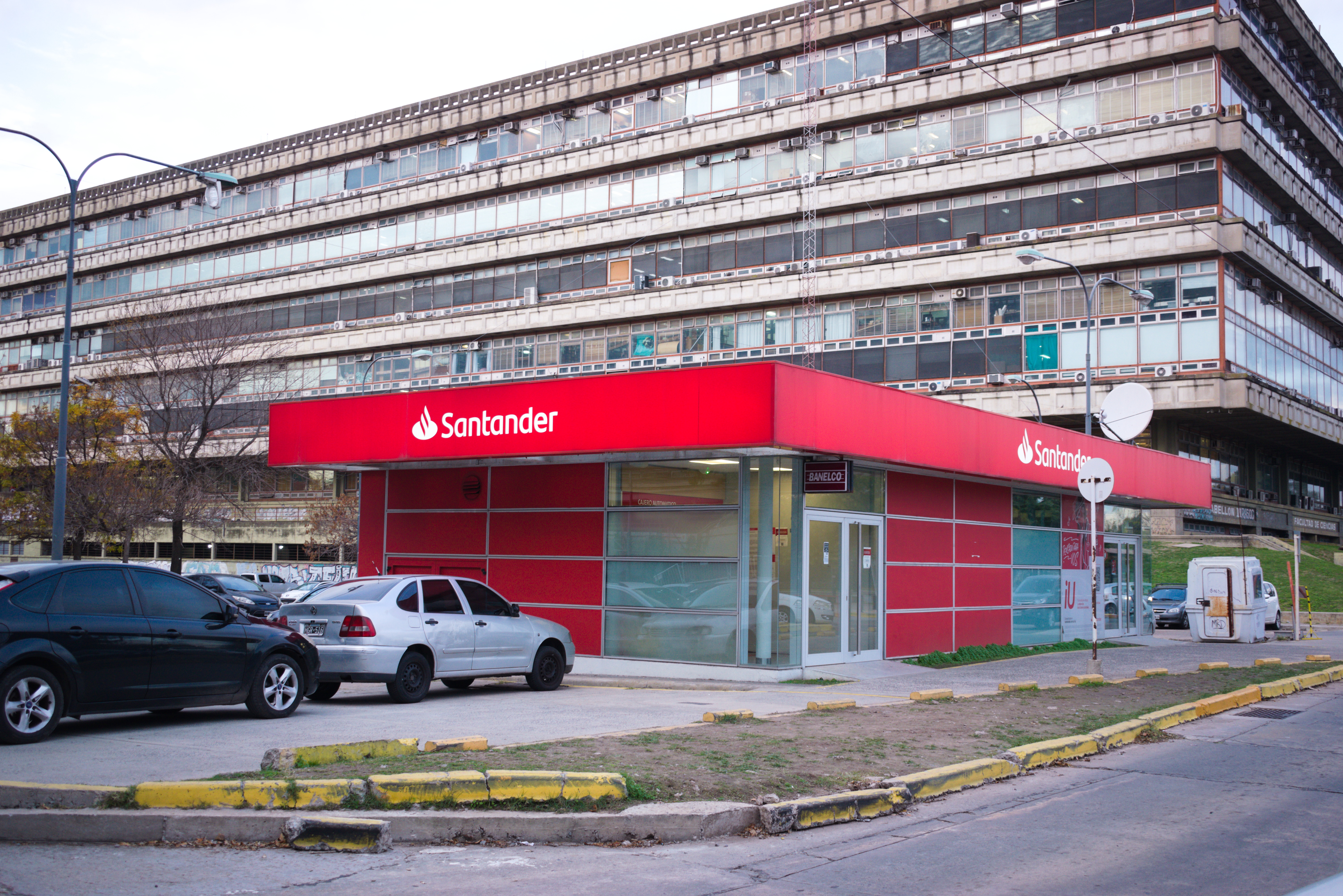
Oficina del Banco Santander en la Ciudad Universitaria de Buenos Aires

En marzo de 2017 Santander Río concretó la adquisición de la cartera minorista de Citibank Argentina luego de que la firma norteamericana decidiera limitarse a operar la banca corporativa, institucional y de empresas en el país sudamericano. De esta forma Santander incorporó quinientos mil clientes minoristas y setenta sucursales.
En junio de 2019 Santander Río cambió al nombre de Santander. En octubre de 2021, el banco lanzó la versión argentina de Superdigital con el objetivo de incrementar la banca móvil e incorporar a potenciales nuevos clientes desbancarizados al sistema financiero, convirtiéndose en el cuarto país de Latinoamérica en tenerla después de Brasil, Chile y México.

## Sede
Su sede, el Edificio Banco Santander Argentina, anteriormente llamado Edificio Banco Río de la Plata, se ubica en el microcentro porteño fue proyectado en 1977 e inaugurado en 1983 para alojar la sede central del Banco Español del Río de la Plata. Posee quince plantas y una altura de setenta metros. Con el cambio de nombre a Banco Santander el edificio también cambió de denominación.[cita requerida]

## Sucursales
A continuación se presenta una lista de la cantidad de sucursales de la que dispone Banco Santander Argentina:
| Orden | Provincia                       | Cantidad |
| ----- | ------------------------------- | -------- |
| 1     | Ciudad Autónoma de Buenos Aires | 59       |
| 2     | Provincia de Buenos Aires       | 126      |
| 3     | Santa Fe                        | 27       |
| 4     | Córdoba                         | 30       |
| 5     | Corrientes                      | 4        |
| 6     | Chaco                           | 4        |
| 7     | Chubut                          | 4        |
| 8     | Entre Rios                      | 8        |
| 9     | Jujuy                           | 2        |
| 10    | Mendoza                         | 12       |
| 11    | Misiones                        | 3        |
| 12    | Neuquén                         | 2        |
| 13    | Río Negro                       | 4        |
| 14    | Salta                           | 4        |
| 15    | San Juan                        | 3        |
| 16    | Santa Cruz                      | 4        |
| 17    | Tucumán                         | 5        |
| 18    | Tierra del Fuego                | 2        |
| 19    | La Pampa                        | 2        |
| 20    | Santiago del Estero             | 2        |
| 21    | San Luis                        | 2        |